# Annie Murray
Annie Cargill Knight (nacida Murray; 10 de abril de 1906-4 de noviembre de 1996) fue una enfermera escocesa de la guerra civil española (1936-1939). Hija de un granjero, fue criada en una familia de ocho hermanos. Tras terminar su capacitación como enfermera, se involucró activamente en el Partido Comunista. Fue, a su vez, una de las primeras personas de nacionalidad británica en llegar a España como voluntaria para apoyar a la Segunda República durante la Guerra Civil.

## Biografía
Annie Cargill Murray, nacida en Aberdeen en 1906, era hija de George Wilson Murray y Anne Cargill. Creció en una zona rural de Perthshire. Dos de sus siete hermanos, George y Tom, recibirían sendas menciones especiales por parte del bando republicano por sus esforzada labor durante la guerra civil española. Murray se formó durante 1936 como enfermera en la Royal Infirmary of Edinburgh. Allí participó junto a otras enfermeras en protestas relacionadas con el sueldo y las condiciones laborales.
Murray ingresó en el Partido Comunista y partió a España nada más finalizar su formación. La siguieron a España, y en ocasiones la visitaron, sus hermanos George (que combatió dos años y resultó herido) y Tom (luchó alrededor de seis meses, pero fue llamado de vuelta a Escocia por el Partido Comunista). En total formaban parte de los alrededor de 500 voluntarios escoceses en la Guerra Civil que compartían los principios del gobierno republicano español y se desplazaron al frente para luchar contra el fascismo
Antes de abandonar Barcelona, Murray fue testigo de un hecho atroz:

«Nos encontramos con muchos niños, docenas de ellos, que no tenían manos, completamente seccionadas. Los italianos habían diseminado minas antipersona con etiquetas que decían «Chocolatti». Los niños se dedicaban a recogerlas —no habían comido chocolate en años— y les explotaban en las manos. El cirujano español con el que trabajaba no podía contener las lágrimas. Ninguno de nosotros éramos capaces de contenerlas.»

En la Segunda Guerra Mundial, Murray estuvo a cargo de una estación antiaérea durante la defensa civil de Londres.
Afirmaría posteriormente que la guerra civil española había sido el episodio más importante de su vida, que no se arrepentía de haber acudido y que «la guerra de España me impactó profundamente»  así como que «cuando todos los esfuerzos se vinieron abajo fue una cosa terrible, terrible... los fascistas tomaron la delantera».
En 1948 se casó con Frank Knight. Se jubiló en 1964 y, posteriormente, se mudó a Dunfermline, concejo de Fife, localidad en la que tanto ella como su marido fallecerían en 1996. La correspondencia de Murray se encuentra depositada en la Biblioteca Nacional de Escocia, donde uno de los conservadores de dicha institución ha señalado: «Los años 30 era un mundo de hombres y resulta enormemente difícil apreciar desde una perspectiva moderna lo que [Murray] y otros voluntarios hicieron. Muchos de ellos jamás habían salido de Edimburgo, por no decir del país».

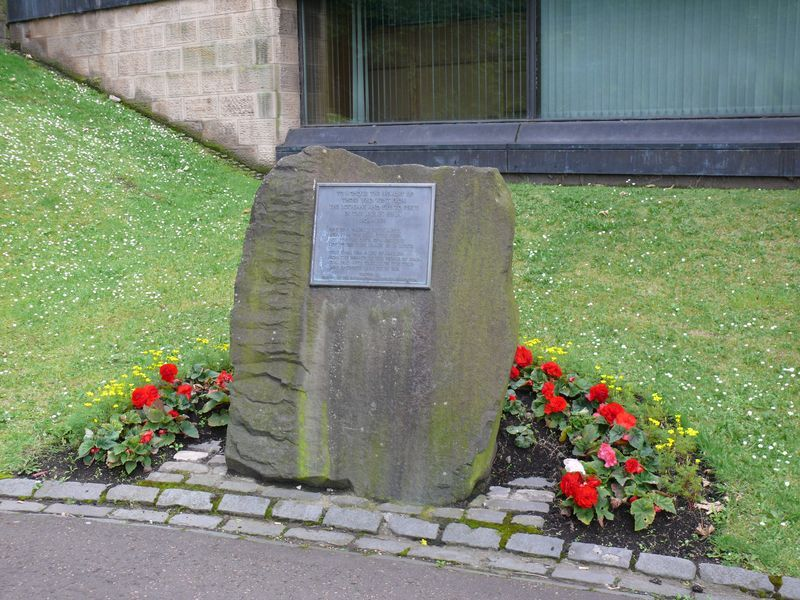
Monumento dedicado a los voluntarios escoceses de las Brigadas Internacionales en la guerra civil española; Princes Street Gardens, Edimburgo.

Murray dio un discurso durante la inauguración en 1986 del monumento en memoria de los brigadistas internacionales escoceses que acudieron voluntarios a la guerra civil española, ubicado en los Princes Street Gardens de Edimburgo.

## Trabajo
Una vez terminado su periodo formativo como enfermera en Edimburgo, Murray sirvió en España como voluntaria del Comité de Auxilio Médico Británico para prestar cuidados a las Brigadas Internacionales. Llegó al país en septiembre de 1936 e inicialmente trabajó al lado de las fuerzas republicanas en un pequeño hospital de Huete, aunque el personal carecía en su mayoría de formación. Más tarde partió a Barcelona, donde prestó servicio en teatros junto a un equipo de médicos españoles durante alrededor de dos años y medio. Fue testigo de graves heridas y, aunque la mayoría de sus pacientes eran voluntarios brigadistas o soldados republicanos, también atendió a prisioneros de guerra norteafricanos, conocidos por la población como 'moros'; en una ocasión, a pesar de las protestas de otros pacientes, auxilió a un soldado fascista. Llegó a relatar a su hermano Tom el caso de un paciente moro cuya pierna presentaba una herida grave, pero el cual se aferraba a un paquete, así que las enfermeras finalmente lograron arrebatárselo para así poder curar la hemorragia: contenía un puñado de marcos alemanes sin curso legal (de los años 1914-20), lo que muestra cómo explotaba el régimen de Franco a los mercenarios moros.
Murray comprobó que tanto los doctores como el equipamiento médico eran muy buenos, y consiguió que se enviaran desde Londres —a través del Comité de Auxilio Médico Británico— más suministros y material sanitario. Encontró a la población española hospitalaria con los voluntarios, aunque el alojamiento proporcionado por los vecinos resultaba primitivo en comparación con su vida en el Reino Unido, y la comida y el café estaban racionados y eran de escasa calidad. Allí disfrutó de vacaciones así como de correspondencia a pesar de la guerra, y disponía de un lugar de descanso cerca del mar donde la población se hacía cargo de las enfermeras.
Con la entrada de las tropas franquistas en Barcelona, Murray huyó junto a pacientes inválidos a los que atendió durante un corto periodo en Francia antes de su regreso a Londres en 1939. Allí trabajó en el Hospital de Dulwich. Tras servir en la Defensa Civil de Londres durante la guerra mundial, trabajó en un jardín de infancia en el distrito londinense de Stepney, y acabó trabajando en las cercanías de Mount Pleasant Mail Centre.